# 13 lutego
13 lutego jest 44. dniem w kalendarzu gregoriańskim. Do końca roku pozostało 321 (w latach przestępnych 322) dni.

## Święta
- Imieniny obchodzą: Beatrycze, Benignus, Benigny, Emnilda, Eulogiusz, Fulkran, Gilbert, Grzegorz, Humbelina, Jakub, Jordan, Jordana, Julian, Kastor, Katarzyna, Krystyna, Licyniusz, Martynian, Maura, Paweł, Polieukt, Stefan i Toligniew.
- Międzynarodowe – Światowy Dzień Radia (od 2012 proklamowany przez UNESCO)
- Wspomnienia i święta w Kościele katolickim[1][2] obchodzą:
  - św. Eulogiusz z Aleksandrii (patriarcha) (według Martyrologium Rzymskiego 13 września)
  - bł. Eustachia (Eustochium), benedyktynka
  - św. Fulkran z Lodève (biskup)
  - bł. Jakub z Viterbo (biskup)
  - bł. Jordan z Saksonii (prezbiter)

## Wydarzenia w Polsce
- 1241 – I najazd mongolski na Polskę:
  - Mongołowie zdobyli i spalili Sandomierz.
  - Zwycięstwo Mongołów w bitwie pod Turskiem.
- 1368 – W Drawsku Pomorskim zawarto układ na mocy którego do Polski przyłączone zostały należące wcześniej do Marchii Brandenburskiej Czaplinek i Drahim oraz część ziemi wałeckiej.
- 1375 – Papież Grzegorz XI bullą Debitum pastoralis offici potwierdził metropolię w Haliczu, włączając do niej jako sufraganie biskupstwa w Przemyślu, Włodzimierzu i Chełmie.
- 1400 – Została zawarta umowa między gwardianem Mikołajem a wójtem dziedzicznym Piotrem z Klecia, radnymi miasta i mistrzami cechów, na mocy której franciszkanie za 300 grzywien groszy praskich zakupili parcelę pod budowę klasztoru i kościoła w Krośnie.
- 1473 – Wybuchł wielki pożar Bierutowa.
- 1477 – Zawarto antypolskie porozumienie między biskupem warmińskim Mikołajem Tungenem i zakonem krzyżackim, a królem Węgier Maciejem Korwinem. Król Polski Kazimierz IV Jagiellończyk nie chciał uznać decyzji kapituły warmińskiej, która obrała biskupem Tungena i popierał kandydaturę Wincentego Kiełbasy. Konflikt o obsadę biskupstwa warmińskiego doprowadził w następnym roku do wybuchu tzw. wojny popiej.
- 1607 – We Frankensteinie (obecnie Ząbkowice Śląskie) wykonano wyrok na ostatniej spośród 17 osób skazanych na śmierć w tzw. aferze grabarzy.
- 1706 – III wojna północna: zdecydowane zwycięstwo wojsk szwedzkich nad dwukrotnie liczniejszą armią sasko-rosyjską w bitwie pod Wschową.
- 1771 – Będąca w zaawansowanej ciąży 17-letnia Gertruda z Komorowskich Potocka, pierwsza żona Stanisława Szczęsnego Potockiego, została napadnięta i zamordowana na drodze koło Sielca Bełskiego przez nadwornych kozaków jej nieaprobującego małżeństwa teścia Franciszka Salezego Potockiego.
- 1813 – VI koalicja antyfrancuska: zwycięstwo wojsk rosyjskich w bitwie pod Kaliszem.
- 1825 – Król Aleksander wprowadził poprawkę do konstytucji znoszącą jawność obrad Sejmu Królestwa Polskiego.
- 1834 – Adam Mickiewicz zakończył pracę nad Panem Tadeuszem.
- 1857 – Założono Poznańskie Towarzystwo Przyjaciół Nauk.
- 1863 – Powstanie styczniowe: powstańcy wyzwolili na krótko Prużanę (obecnie Białoruś), dowódcą jednego z dwóch oddziałów był Roman Rogiński.
- 1919 – Wojna polsko-bolszewicka: zwycięstwo wojsk polskich w bitwie pod Berezą Kartuską.
- 1928 – Abp Francesco Marmaggi został mianowany nuncjuszem apostolskim w Polsce.
- 1930 – Założono Legion Młodych.
- 1934 – Minister spraw zagranicznych Józef Beck wyjechał z oficjalną wizytą do Moskwy.
- 1938 – W Przemyślu założono Związek Szlachty Zagrodowej.
- 1944 – Oddział UPA dokonał masakry polskich mieszkańców wsi Łanowce na Podolu.
- 1945:
  - Armia Czerwona zamknęła pierścień okrążenia wokół Wrocławia i zajęła miasta: Bytom Odrzański, Strzegom i Złotoryja.
  - Niemcy dokonali pacyfikacji Brennej w Beskidzie Śląskim, paląc żywcem w stodole 4 mieszkańców wsi i 20 włoskich jeńców.
- 1978 – Premiera filmu wojennego Akcja pod Arsenałem w reżyserii Jana Łomnickiego.
- 1980 – PKP wycofały z użytku ostatni parowóz Pt31.
- 1982 – Stan wojenny: 45 osób zostało pobitych przez służbę więzienną w ośrodku dla internowanych w Wierzchowie Pomorskim.
- 1984 – Sejm PRL przedłużył swoją kadencję o półtora roku.
- 1985 – SB zatrzymała w Gdańsku 7 działaczy NSZZ „Solidarność”. Aresztowano trzech z nich: Władysława Frasyniuka, Bogdana Lisa i Adama Michnika.
- 1986 – Kontradmirał Piotr Kołodziejczyk został mianowany dowódcą Marynarki Wojennej.
- 1992 – Tadeusz Zieliński został Rzecznikiem Praw Obywatelskich.
- 1998 – W FSC w Lublinie zjechał z linii produkcyjnej ostatni egzemplarz samochodu dostawczego Żuk.
- 2009 – Sejm RP powołał komisję śledczą do zbadania okoliczności porwania i zabójstwa Krzysztofa Olewnika.

## Wydarzenia na świecie

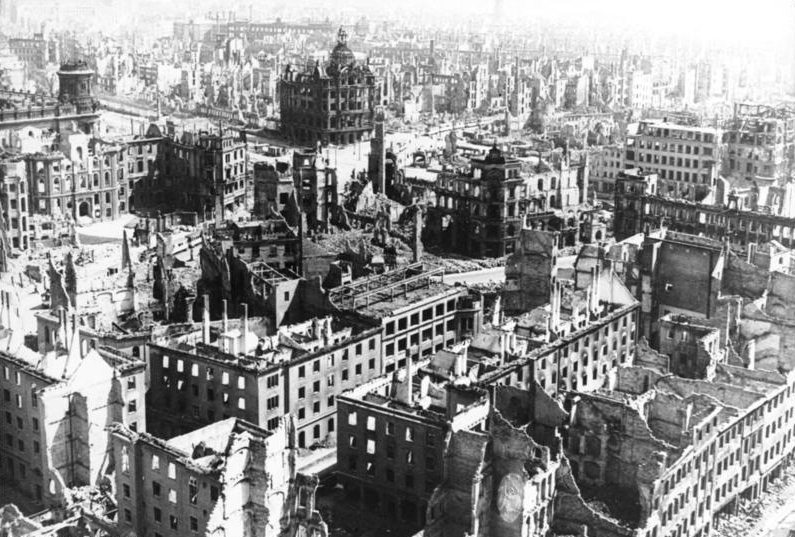
Ruiny Drezna po alianckich nalotach (1945)

- 1141 – Gejza II został królem Węgier i Chorwacji.
- 1322 – W nocy z 12 na 13 lutego zawaliła się główna wieża katedry w angielskim Ely.
- 1342 – Växjö w Szwecji uzyskało prawa miejskie.
- 1419 – Założono Uniwersytet w Rostocku.
- 1503 – Koło włoskiego miasta Barletta stoczono turniej rycerski, w którym 13 Włochów pokonało w pojedynkach 13 Francuzów. Turniej zorganizowano po obraźliwych słowach pod adresem Włochów francuskiego księcia Charles’a de la Motte.
- 1511 – Albrecht Hohenzollern został wielkim mistrzem zakonu krzyżackiego.
- 1542 – Katarzyna Howard, piąta żona króla Anglii Henryka VIII Tudora, została ścięta w Tower of London.
- 1565 – Hiszpański konkwistador i założyciel pierwszej hiszpańskiej kolonii na Filipinach Miguel López de Legazpi wylądował na wyspie Cebu.
- 1575 – Henryk III Walezy został koronowany w katedrze w Reims na króla Francji.
- 1633 – Galileusz przybył do Rzymu aby stanąć przed trybunałem inkwizycyjnym.
- 1642 – Angielski Długi Parlament przyjął ustawę pozbawiającą duchownych prawa zasiadania w parlamencie i Tajnej Radzie oraz pełnienia innych świeckich godności.
- 1650 – Protestancka katedra św. Mikołaja w niemieckim Greifswaldzie została poważnie uszkodzona w wyniku runięcia hełmu z jej wieży.
- 1660 – Karol XI został królem Szwecji.
- 1668 – W Lizbonie podpisano układ pokojowy kończący wojnę hiszpańsko-portugalską w którym Hiszpania uznała niepodległość Portugalii.
- 1689 – Wilhelm III Orański i Maria II Stuart zostali współmonarchami Anglii i Szkocji.
- 1690 – Wojna irlandzka: zwycięstwo wojsk protestanckich nad irlandzkimi jakobitami w bitwie pod Cavan.
- 1692 – W Glencoe w Szkocji żołnierze króla Anglii Wilhelma III Orańskiego dokonali rzezi (wg różnych źródeł) od 38 do ponad 70 mieszkańców.
- 1725 – W Teatrze Królewskim w Londynie odbyła się premiera opery Rodelinda z muzyką Georga Friedricha Händla i librettem Nicoli Francesca Hayma.
- 1768 – Założono Bibliotekę Angelo Mai we włoskim Bergamo.
- 1782 – Francja zajęła karaibską wyspę Saint Kitts.
- 1815 – Utworzono Królestwo Zjednoczonych Niderlandów.
- 1820 – Przed paryską operą został śmiertelnie zraniony nożem książę Karol Ferdynand, najmłodszy syn króla Francji Karola X Burbona. Zmarł następnego dnia.
- 1828 – Camden w amerykańskim stanie New Jersey uzyskało prawa miejskie.
- 1858 – Richard Francis Burton i John Hanning Speke jako pierwsi Europejczycy dotarli do jeziora Tanganika.
- 1880 – Thomas Alva Edison odkrył zjawisko emisji termoelektronowej.
- 1890:
  - Ali ibn Sa’id został sułtanem Zanzibaru.
  - Założono agencję rządową Botanical Survey of India, zajmująca się badaniami nad roślinnymi zasobami Indii.
- 1891 – W Londynie doszło do ostatniego z morderstw przypisywanych Kubie Rozpruwaczowi.
- 1895 – Bracia Auguste i Louis Lumière otrzymali patent na kinematograf.
- 1911:
  - Premiera amerykańskiego filmu niemego Co zrobić z naszymi staruszkami? w reżyserii D.W. Griffitha.
  - Założono chorwacki klub piłkarski Hajduk Split.
- 1912 – W portugalskim parlamencie miał miejsce pierwszy odnotowany przypadek oficjalnej chwili ciszy poświęconej zmarłemu (brazylijskiemu ministrowi spraw zagranicznych José Paranhosowi).
- 1914 – Założono Amerykańskie Stowarzyszenie Kompozytorów, Autorów i Wydawców.
- 1917 – I wojna światowa: holenderska tancerka Mata Hari została aresztowana przez władze francuskie pod zarzutem szpiegostwa na rzecz Niemiec.
- 1918 – Ponad 1000 osób zginęło w wyniku trzęsienia ziemi o sile 7,3 stopnia w skali Richtera w południowochińskim mieście Shantou
- 1919:
  - Philipp Scheidemann został kanclerzem Niemiec.
  - Wojna polsko-bolszewicka: na moście w Olicie zginął pierwszy litewski ochotnik w walce z bolszewikami Antanas Juozapavičius.
- 1920 – Korpus francuski objął w imieniu Ligi Narodów administrację w spornym niemiecko-litewskim Okręgu Kłajpedy.
- 1922 – Założono Uniwersytet Witolda Wielkiego w Kownie.
- 1927 – Założono kolumbijski klub piłkarski América Cali.
- 1929 – Dokonano oblotu niemieckiego samolotu sportowego Junkers A 50.
- 1930 – Założono sudański klub piłkarski Al-Hilal Omdurman.
- 1934 – Na Morzu Czukockim zatonął unieruchomiony i zmiażdżony przez lód radziecki parowiec „Czeluskin”. 110 osób będących na pokładzie zeszło na zamarznięte morze, skąd ewakuowano ich drogą lotniczą.
- 1935 – 34-letni niemiecki emigrant Bruno Hauptmann został skazany na karę śmierci za porwanie i zamordowanie 1,5-rocznego syna amerykańskiego lotnika Charlesa Lindbergha.
- 1936 – II wojna włosko-abisyńska: nieopodal miasta Mai Lahlà w prowincji Tigraj, będący pod rozkazami Ymru Hajle Syllasje oddział etiopskich partyzantów zamordował 85 włoskich robotników, pracujących przy remoncie drogi. Po dokonaniu mordu Etiopczycy okaleczyli ich ciała poprzez m.in. obcięcie genitaliów.
- 1942 – Kampania śródziemnomorska: brytyjski okręt podwodny HMS „Tempest” został zatopiony w Zatoce Tarenckiej przez włoski torpedowiec typu Spica, w wyniku czego zginęło 39 spośród 62 członków załogi.
- 1943:
  - Armia Czerwona wyzwoliła Nowoczerkask.
  - Bitwa o Atlantyk: niemiecki okręt podwodny U-620 został zatopiony u wybrzeży Portugalii przez brytyjski bombowiec Catalina, w wyniku czego zginęła cała, 47-osobowa załoga.
  - W Wielkiej Brytanii został utworzony Polski Zespół Myśliwski.
- 1945:
  - Armia Czerwona zdobyła Budapeszt.
  - Lotnictwo alianckie zniszczyło nalotami dywanowymi Drezno, w wyniku czego zginęło około 35 tysięcy osób.
- 1948 – Założono niemiecki klub sportowy 1. FC Köln.
- 1955 – Sabri al-Asali został premierem Syrii.
- 1959 – Rómulo Betancourt został po raz drugi prezydentem Wenezueli.
- 1960 – Na algierskiej Saharze Francja przeprowadziła swój pierwszy próbny wybuch jądrowy.
- 1961:
  - Podczas prac geodezyjnych w okolicy miejscowości Olancha w Kalifornii znaleziono tzw. artefakt z Coso, który odkrywcy określili jako świecę zapłonową zamkniętą w twardej glinie lub skale.
  - Władze separatystycznej prowincji Katanga ogłosiły śmierć byłego pierwszego premiera Demokratycznej Republiki Konga Patrice’a Lumumby, zamordowanego 17 stycznia przez katangijskich żandarmów.
- 1962 – Międzynarodowa wyprawa dokonała pierwszego wejścia na najwyższy szczyt Indonezji i Oceanii Puncak Jaya na Nowej Gwinei (4884 m).
- 1969:
  - W Monachium dokonano pierwszej w Niemczech transplantacji serca. Biorca zmarł po 27 godzinach.
  - W powiecie Mohe na północnym wschodzie kraju zanotowano najniższą w historii Chin temperaturę (–52,3 °C).
- 1970 – Brytyjski zespół hardrockowy Black Sabbath wydał swój debiutancki album pt. Black Sabbath.
- 1972 – Zakończyły się XI Zimowe Igrzyska Olimpijskie w japońskim Sapporo.
- 1973 – Dolar amerykański został zdewaluowany o 10%.
- 1974 – Aleksandr Sołżenicyn został wydalony z ZSRR.
- 1975:
  - Anker Jørgensen został po raz drugi premierem Danii.
  - Na 11. piętrze północnej wieży World Trade Center w Nowym Jorku wybuchł groźny pożar, który objął piętra od 9. do 14.
  - Proklamowano powstanie autonomicznego Tureckiego Federalnego Państwa Cypru.
- 1976 – Zginął w zamachu wojskowy przywódca Nigerii gen. Murtala Mohammed, a jego następcą został gen. Olusẹgun Ọbasanjọ.
- 1980 – Rozpoczęły się XIII Zimowe Igrzyska Olimpijskie w amerykańskim Lake Placid.
- 1981 – Australijski magnat prasowy Rupert Murdoch kupił brytyjski dziennik „The Times” i tygodnik „The Sunday Times”.
- 1983 – 64 osoby zginęły w pożarze w kinie Cinema Statuto w Turynie.
- 1984 – Konstantin Czernienko został wybrany sekretarzem generalnym KC KPZR.
- 1988 – Rozpoczęły się XV Zimowe Igrzyska Olimpijskie w kanadyjskim Calgary.
- 1991:
  - I wojna w Zatoce Perskiej: amerykańskie bomby trafiły w schron przeciwlotniczy w Bagdadzie, zabijając 403 osoby.
  - René Préval został premierem Haiti.
- 1996 – W Nepalu wybuchła zbrojna rebelia maoistów w celu obalenia monarchii i wprowadzenia na jej miejsce ustroju komunistycznego.
- 1997 – Stefan Sofijanski został premierem Bułgarii.
- 1998 – Wojska interwencyjne ECOWAS obaliły juntę rządzącą w Sierra Leone.
- 2001 – W trzęsieniu ziemi o sile 6,6 stopnia w skali Richtera w Salwadorze zginęło około 400 osób.
- 2002 – Podczas XIX Zimowych Igrzysk Olimpijskich w Salt Lake City Adam Małysz zdobył srebrny medal w konkursie na dużej skoczni.
- 2004 – W Dosze w Katarze w zamachu bombowym dokonanym przez dwóch agentów rosyjskiej Federalnej Służby Bezpieczeństwa zginął były prezydent Czeczenii Zelimchan Jandarbijew.
- 2005 – Amerykański koszykarz Karl Malone zakończył karierę sportową.
- 2007:
  - 3 osoby zginęły, a około 20 zostało rannych w wyniku eksplozji bomb w dwóch autobusach w Bejrucie.
  - Przedsiębiorstwo D-Wave Systems zaprezentowało pierwszy na świecie komputer kwantowy.
- 2008 – Premier Australii Kevin Rudd wygłosił w parlamencie przemówienie, w którym publicznie przeprosił Aborygenów za dyskryminację i prześladowania, w tym praktyki tzw. „skradzionego pokolenia”.
- 2009 – Co najmniej 40 osób zginęło w samobójczym zamachu bombowym w irackim mieście Iskandarija.
- 2010:
  - 16 osób zginęło w zamachu bombowym na niemiecką piekarnię w mieście Pune w zachodnich Indiach.
  - Dominik Duka został nominowany na arcybiskupa metropolitę praskiego i prymasa Czech.
  - Podczas XXI Zimowych Igrzysk Olimpijskich w Vancouver Adam Małysz zdobył srebrny medal w konkursie na normalnej skoczni.
  - Wojska ISAF rozpoczęły największą operację w Afganistanie pod kryptonimem „Musztarak”.
- 2012 – W Nowym Delhi i Tbilisi doszło do zamachów bombowych na izraelskich dyplomatów.
- 2014 – Podczas XXII Zimowych Igrzysk Olimpijskich w Soczi Justyna Kowalczyk zdobyła złoty medal w biegu narciarskim na 10 km stylem klasycznym.
- 2016 – Albert Pahimi Padacké został premierem Czadu.
- 2017 – Na lotnisku w stolicy Malezji Kuala Lumpur został otruty przez dwie kobiety (Wietnamkę i Indonezyjkę) 45-letni Kim Dzong Nam, najstarszy syn poprzedniego przywódcy Korei Północnej Kim Dzong Ila.
- 2021 – Mario Draghi został premierem Włoch.

## Eksploracja kosmosu
- 2012 – Z Gujańskiego Centrum Kosmicznego w Gujanie Francuskiej został wystrzelony pierwszy polski sztuczny satelita PW-Sat.
- 2019 – Z powodu utraty łączności NASA uznała za zakończoną misję marsjańskiego łazika Opportunity.

## Urodzeni
- 1440 – Hartmann Schedel, niemiecki lekarz, humanista, historyk (zm. 1514)
- 1457 – Maria Burgundzka, księżna Burgundii, Luksemburga i Brabancji (zm. 1482)
- 1480 – Girolamo Aleandro, włoski duchowny katolicki, arcybiskup Brindisi, kardynał (zm. 1542)
- 1495 – Giacomo Puteo, włoski duchowny katolicki, arcybiskup Bari, kardynał (zm. 1563)
- 1518 – Antonín Brus z Mohelnice, czeski duchowny katolicki, biskup wiedeński, arcybiskup metropolita praski (zm. 1580)
- 1533 – Christian Kruik van Adrichem, holenderski duchowny, teolog i pisarz katolicki (zm. 1585)
- 1561 – Basilius Besler, niemiecki aptekarz, botanik (zm. 1629)
- 1586 – Paris von Lodron, austriacki duchowny katolicki, książę arcybiskup Salzburga (zm. 1653)
- 1599 – Aleksander VII, papież (zm. 1667)
- 1610 – Jean de Labadie, francuski mistyk chrześcijański (zm. 1674)
- 1652 – Anton Domenico Gabbiani, włoski malarz (zm. 1726)
- 1664 – Teodor Andrzej Potocki, polski duchowny katolicki, biskup chełmiński i warmiński, arcybiskup gnieźnieński, prymas Polski i Litwy (zm. 1738)
- 1682 – Giovanni Battista Piazzetta, włoski malarz, grafik, rytownik (zm. 1754)
- 1684 – Herman Cedercreutz, szwedzki hrabia, polityk, dyplomata (zm. 1754)
- 1691 – Antonín Koniáš, czeski jezuita, kaznodzieja, działacz kontrreformacji (zm. 1760)
- 1695 – Francesco Maria Della Rovere, doża Genui (zm. 1768)
- 1705 – Franciszka Urszula Radziwiłłowa, polska dramatopisarka (zm. 1753)
- 1718 – George Rodney, brytyjski arystokrata, admirał (zm. 1792)
- 1723 – Antoine Louis, francuski lekarz, fizjolog, projektant nowoczesnej gilotyny (zm. 1792)
- 1728:
  - Ambroży Augustyn Chevreux, francuski benedyktyn, męczennik, błogosławiony (zm. 1792)
  - John Hunter, szkocki chirurg, anatom (zm. 1793)
- 1733 – Alexander Wedderburn, brytyjski arystokrata, prawnik, polityk (zm. 1805)
- 1737 – (data chrztu) Paula Szembek, polska szlachcianka pochodzenia tyrolskiego (zm. 1798)
- 1743 – Joseph Banks, brytyjski naturalista, botanik (zm. 1820)
- 1744:
  - David Allan, szkocki malarz (zm. 1796)
  - John Walker, amerykański prawnik, wojskowy, polityk, senator (zm. 1809)
- 1749 – Kajetan Michał Sapieha, polski polityk, dowódca wojskowy, marszałek połocki konfederacji barskiej (zm. 1771)
- 1756 – Maximilien Caffarelli, francuski generał (zm. 1799)
- 1768:
  - Charles-Etienne Gudin, francuski generał (zm. 1812)
  - Édouard Mortier, francuski generał, polityk, marszałek i premier Francji (zm. 1835)
- 1769 – Iwan Kryłow, rosyjski poeta, dramaturg, bajkopisarz (zm. 1844)
- 1772 – Henriette Hendel-Schütz, niemiecka aktorka (zm. 1849)
- 1784 – Nikołaj Gniedicz, rosyjski poeta, tłumacz (zm. 1833)
- 1794 – Aleksander Brodowski, polski ziemianin, działacz gospodarczy, polityk (zm. 1865)
- 1797 – Walenty Chłędowski, polski pisarz, tłumacz, krytyk literacki, filozof (zm. 1846)
- 1803 – Pietro de Silvestri, włoski kardynał (zm. 1875)
- 1804 – Claude-Étienne Minié, francuski oficer, wynalazca (zm. 1879)
- 1805 – Peter Gustav Lejeune Dirichlet, niemiecki matematyk pochodzenia francuskiego (zm. 1859)
- 1806:
  - Władimir Korniłow, rosyjski oficer marynarki (zm. 1854)
  - (lub 1807) Julian Korsak, polski poeta, tłumacz (zm. 1855)
- 1809 – Victor Mottez, francuski malarz (zm. 1897)
- 1811 – François Achille Bazaine, francuski generał, marszałek Francji (zm. 1888)
- 1813 – (lub 1815) Rafael Echagüe, hiszpański generał (zm. 1887)
- 1816 – Henry May, amerykański prawnik, polityk (zm. 1866)
- 1818 – Angelica Van Buren, amerykańska pierwsza dama (zm. 1877)
- 1820:
  - Julian Andrzej Ledóchowski, polski ziemianin (zm. 1859)
  - Julian Prejs, polski nauczyciel, pisarz ludowy, działacz narodowy, dziennikarz, wydawca (zm. 1904)
- 1824 – William Arthur White, brytyjski polityk, dyplomata (zm. 1891)
- 1830 – Robert Dorer, szwajcarski rzeźbiarz (zm. 1893)
- 1834 – Heinrich Caro, niemiecki chemik (zm. 1910)
- 1835 – Mirza Gulam Ahmad, indyjski reformator religijny (zm. 1908)
- 1842 – Aurél Török, węgierski biolog, zoolog, antropolog (zm. 1912)
- 1847 – Klelia Rachela Barbieri, włoska zakonnica, święta (zm. 1870)
- 1848:
  - Auguste Baud-Bovy, szwajcarski malarz (zm. 1899)
  - Hermann von Eichhorn, niemiecki feldmarszałek (zm. 1918)
  - Ladislaus Weinek, austro-węgierski astronom (zm. 1913)
- 1849:
  - Randolph Spencer Churchill, brytyjski arystokrata, polityk (zm. 1895)
  - Friedrich Wilhelm Voigt, niemiecki szewc, oszust (zm. 1922)
- 1850 – Michael Kelly, irlandzki duchowny katolicki, arcybiskup metropolita Sydney (zm. 1940)
- 1852 – John Dreyer, duński astronom (zm. 1926)
- 1853 – Heinrich Vieter, niemiecki duchowny katolicki, biskup, misjonarz, Sługa Boży (zm. 1914)
- 1854 – Hans Lutsch, niemiecki historyk sztuki, konserwator zabytków (zm. 1922)
- 1856 – Paul Deschanel, francuski polityk, prezydent Francji (zm. 1922)
- 1857:
  - Kazimierz Miłkowski, polski inżynier technolog górnictwa (zm. 1923)
  - Almanzo Wilder, amerykański pionier (zm. 1949)
- 1863 – Wojciech Falewicz, polski generał dywizji (zm. 1935)
- 1865:
  - István Csók, węgierski malarz (zm. 1961)
  - Todor Włajkow, bułgarski pisarz, polityk (zm. 1943)
- 1867 – Harold Mahony, irlandzki tenisista (zm. 1905)
- 1868 – Stefan Gościcki, polski ziemianin, inżynier rolnik, działacz społeczny (zm. 1919)
- 1870:
  - Leopold Godowski, amerykański pianista, kompozytor, pedagog pochodzenia polskiego (zm. 1938)
  - Ozjasz Thon, polski rabin, działacz syjonistyczny, socjolog, publicysta, polityk, poseł na Sejm RP (zm. 1936)
- 1871:
  - Pranas Jodelė, litewski chemik, działacz narodowy (zm. 1955)
  - Maciej Puchalak, polski generał brygady (zm. 1929)
- 1872 – Tadeusz Zachariasiewicz, polski generał brygady pochodzenia ormiańskiego (zm. 1953)
- 1873:
  - Aleksander Kupczyński, polski duchowny katolicki, działacz narodowy i społeczny (zm. 1941)
  - Fiodor Szalapin, rosyjski śpiewak operowy (bas) (zm. 1938)
  - Władysław Woydyno, polski malarz (zm. 1959)
- 1878:
  - Mojżesz Deutscher, polski dziennikarz, polityk, senator RP pochodzenia żydowskiego (zm. 1941)
  - Juliusz Morawski, polski neurolog, psychiatra (zm. 1928)
- 1879 – Sarojini Naidu, indyjska poetka, polityk (zm. 1949)
- 1880 – Helena Sławińska, polska działaczka społeczna (zm. 1974)
- 1882:
  - Tadeusz Banachiewicz, polski astronom, geodeta, matematyk (zm. 1954)
  - Jurij Filipczenko, rosyjski genetyk, embriolog, entomolog (zm. 1930)
  - Ignacy Friedman, polski pianista (zm. 1948)
  - Jewhen Mieszkowski, ukraiński generał (zm. 1920)
- 1885 – Bess Truman, amerykańska pierwsza dama (zm. 1982)
- 1886 – Roman Ślaski, polski działacz niepodległościowy, prezydent Lublina (zm. 1963)
- 1887 – Walenty Sojka, polski farmaceuta, działacz plebiscytowy i związkowy (zm. 1939)
- 1888 – Bronisław Kawałkowski, polski kapitan intendent (zm. 1940)
- 1889:
  - Georg Schrimpf, niemiecki malarz (zm. 1938)
  - Leontine Sagan, austriacka reżyserka filmowa (zm. 1974)
- 1890:
  - Józef Piechota, polski polityk, samorządowiec, prezydent Lublina (zm. 1936)
  - Martemian Riutin, rosyjski działacz bolszewicki (zm. 1937)
- 1891:
  - Władysław Białas, polski porucznik piechoty (zm. 1919)
  - Aleksander Kipnis, amerykański śpiewak operowy (bas) pochodzenia żydowskiego (zm. 1978)
  - Willie Ritchie, amerykański bokser (zm. 1975)
  - Grant Wood, amerykański malarz (zm. 1942)
- 1892:
  - Robert Houghwout Jackson, amerykański prawnik (zm. 1954)
  - Marija Łytwynenko-Wohlgemuth, ukraińska śpiewaczka operowa (sopran) (zm. 1966)
  - Zygmunt Załęski, polski działacz ludowy, polityk, poseł na Sejm PRL (zm. 1966)
- 1893:
  - Franz Brandt, niemiecki pilot wojskowy, as myśliwski (zm. 1954)
  - Władysław Dziadosz, polski prawnik, polityk, wojewoda kielecki (zm. 1980)
  - Alfréd Schaffer, węgierski piłkarz, trener pochodzenia żydowskiego (zm. 1945)
- 1894:
  - John Colville, brytyjski arystokrata, polityk (zm. 1954)
  - Jan Emil Skiwski, polski pisarz, publicysta, krytyk literacki (zm. 1956)
- 1895:
  - Kurt Blum, niemiecki neurolog, psychiatra (zm. 1932)
  - Wasilij Mołokow, radziecki generał major lotnictwa, polityk (zm. 1982)
  - Ján Oružinský, słowacki taternik, alpinista (zm. 1961)
- 1896:
  - Margarete Adler, austriacka pływaczka, skoczkini do wody (zm. 1990)
  - Julian Piasecki, polski major, polityk, uczestnik powstania warszawskiego (zm. 1944)
- 1898 – Frank Aiken, irlandzki polityk (zm. 1983)
- 1899:
  - Napoleon Kostanecki, polski rotmistrz (zm. ?)
  - Yuriko Miyamoto, japońska pisarka, krytyk literacki (zm. 1951)
- 1900 – Roy Harrod, brytyjski ekonomista, wykładowca akademicki (zm. 1978)
- 1901:
  - Paul Lazarsfeld, amerykański socjolog, wykładowca akademicki pochodzenia żydowskiego (zm. 1976)
  - Konrad Namieśniowski, polski komandor podporucznik (zm. 1979)
- 1902:
  - Harold Lasswell, amerykański komunikolog, socjolog mediów (zm. 1978)
  - Stanisław Maria Saliński, polski pisarz, dziennikarz (zm. 1969)
- 1903:
  - Anatolij Aleksandrow, radziecki fizyk, wykładowca akademicki (zm. 1994)
  - Symche Auerhan, polski działacz komunistyczny pochodzenia żydowskiego (zm. 1944)
  - Gieorgij Berijew, radziecki konstruktor lotniczy (zm. 1979)
  - Ludmiła Karpowiczowa, polska botanik (zm. 1973)
  - Rowmund Piłsudski, polski pisarz polityczny (zm. 1988)
  - Georges Simenon, belgijski pisarz (zm. 1989)
- 1904 – Irena Grecka, grecka księżniczka, księżna Spoleto i Aosty, królowa Chorwacji (zm. 1974)
- 1905:
  - Werner Schindler, szwajcarski architekt (zm. 1986)
  - Yang Jingyu, chiński dowódca partyzancki (zm. 1940)
- 1906 – Aleksandra Leśnodorska, polska bibliotekarka, nauczycielka (zm. 1986)
- 1907:
  - Józef Kotlarczyk, polski piłkarz (zm. 1959)
  - Szimszon Unichman, izraelski lekarz, polityk (zm. 1961)
  - Julian Wieczorek, polski działacz radykalnego ruchu ludowego i komunistycznego, współzałożyciel i przywódca organizacji Rewolucyjne Rady Robotniczo-Chłopskie „Młot i Sierp” (zm. 1943)
- 1908:
  - Helen Gardner, brytyjska filolog, krytyk literacki, wykładowczyni akademicka (zm. 1986)
  - Antonina Halicka, polska geolog, wykładowczyni akademicka (zm. 1973)
  - Leon Nowakowski, polski major, uczestnik powstania warszawskiego (zm. 1944)
  - Sulo Nurmela, fiński biegacz narciarski (zm. 1999)
  - Marian Edward Sypniewski, polski nauczyciel, kapitan (zm. 1940)
- 1909:
  - Mario Casariego y Acevedo, gwatemalski duchowny katolicki, arcybiskup metropolita Gwatemali, kardynał pochodzenia hiszpańskiego (zm. 1983)
  - Adem Kastrati, albański aktor (zm. 1972)
  - Kazimierz Kucharski, polski lekkoatleta, średniodystansowiec (zm. 1995)
- 1910:
  - Adam Bielecki, polski matematyk, wykładowca akademicki (zm. 2003)
  - William Shockley, amerykański fizyk, wykładowca akademicki, wynalazca, laureat Nagrody Nobla (zm. 1989)
- 1911:
  - János Dudás, węgierski piłkarz (zm. 1979)
  - Faiz Ahmad Faiz, urdyjski poeta (zm. 1984)
  - Jean Muir, amerykańska aktorka (zm. 1996)
  - Wincenty Urban, polski duchowny katolicki, biskup pomocniczy gnieźnieński i wrocławski (zm. 1983)
- 1912 – Marco Cimatti, włoski kolarz torowy, szosowy i przełajowy (zm. 1982)
- 1913:
  - Adriano Mantelli, włoski pilot wojskowy, as myśliwski (zm. 1995)
  - Jan Piasecki, polski pisarz (zm. 1985)
- 1914 – Tadeusz Sawicz, polski pilot wojskowy, generał (zm. 2011)
- 1915 – Jerzy Węgierski, polski wojskowy, pisarz, autor pamiętników (zm. 2012)
- 1916:
  - Jaroslav Krejčí (młodszy), czeski polityk, prawnik (zm. 2014)
  - Władysław Kunicki-Goldfinger, polski mikrobiolog, działacz socjalistyczny (zm. 1995)
- 1917 – Siemion Kurkotkin, radziecki dowódca wojskowy, marszałek ZSRR, polityk (zm. 1990)
- 1918:
  - Patty Berg, amerykańska golfistka (zm. 2006)
  - Jun’ichi Sasai, japoński pilot wojskowy, as myśliwski (zm. 1942)
- 1919:
  - Bolesław Smela, polski aktor (zm. 1987)
  - Zbigniew Żebrowski, polski zootechnik (zm. 2012)
- 1920:
  - Jadran Ferluga, słoweński historyk, bizantynolog (zm. 2004)
  - Kazimierz Spałek, polski działacz robotniczy, polityk, przewodniczący prezydium MRN w Częstochowie (zm. 1992)
  - Zao Wou-Ki, chiński malarz (zm. 2013)
- 1921:
  - Danuta Boguszewska-Chlebowska, polska malarka, graficzka (zm. 2013)
  - Jeanne Demessieux, francuska organistka, kompozytorka (zm. 1968)
  - Dagmar Normet, estońska pisarka (zm. 2008)
- 1922:
  - Pati Behrs, rosyjska aktorka (zm. 2004)
  - Francis Pym, brytyjski polityk (zm. 2008)
  - Gordon Tullock, amerykański ekonomista (zm. 2014)
- 1923:
  - James Abdnor, amerykański polityk, senator (zm. 2012)
  - Adam Kilian, polski plastyk, scenograf, grafik (zm. 2016)
  - Chuck Yeager, amerykański generał pilot, as myśliwski (zm. 2020)
- 1924:
  - Franciszek Błażejewski, polski zoolog (zm. 2009)
  - Jean-Jacques Servan-Schreiber, francuski dziennikarz, polityk (zm. 2006)
- 1925:
  - Ludomir Bieńkowski, polski historyk, wykładowca akademicki (zm. 1987)
  - Gieorgij Kornijenko, radziecki dyplomata, polityk (zm. 2006)
  - Halina Minkisiewicz-Latecka, polska prawniczka, działaczka społeczna, polityk, poseł na Sejm PRL (zm. 2009)
  - Józef Kazimierz Wroniszewski, polski pisarz, historyk (zm. 2013)
- 1926:
  - Barney Childs, amerykański kompozytor (zm. 2000)
  - Karl-Heinz Günther, niemiecki pedagog, historyk wychowania (zm. 2010)
- 1928:
  - Romuald Miazga, polski dyrygent, chórmistrz, pedagog (zm. 2016)
  - Stanisław Michalski, polski historyk, historyk wychowania (zm. 1990)
  - Julian Witkowski, polski lekkoatleta, maratończyk (zm. 2006)
- 1929:
  - Vincent Robert Capodanno, amerykański duchowny katolicki, porucznik, Sługa Boży pochodzenia włoskiego (zm. 1967)
  - Eugène Parlier, szwajcarski piłkarz, bramkarz (zm. 2017)
  - Omar Torrijos Herrera, panamski generał, polityk, dyktator (zm. 1981)
  - Zbigniew Zieliński, polski pułkownik, żołnierz AK
- 1930:
  - Ernst Fuchs, austriacki malarz (zm. 2015)
  - Israel Kirzner, brytyjsko-amerykański ekonomista, wykładowca akademicki pochodzenia żydowskiego
  - Katarzyna Pospieszyńska, polska autorka książek kulinarnych (zm. 2007)
  - Ron Stretton, brytyjski kolarz torowy (zm. 2012)
- 1931:
  - Éva Heyman, rumuńska Żydówka (zm. 1944)
  - Georg Stoltze, niemiecki kolarz szosowy i torowy (zm. 2007)
  - Krystyna Strużyna, polska pisarka (zm. 2003)
  - Józef Szymański, polski historyk, wykładowca akademicki (zm. 2011)
- 1932:
  - Marcelo Campanal, hiszpański piłkarz (zm. 2020)
  - Stanisław Ciechan, polski architekt, polityk, poseł na Sejm PRL (zm. 1997)
  - Jan Grajewski, polski prawnik, wykładowca akademicki (zm. 2009)
  - László Grétsy, węgierski językoznawca, wykładowca akademicki, prezenter telewizyjny (zm. 2024)
  - Susan Oliver, amerykańska aktorka (zm. 1990)
  - Barbara Shelley, brytyjska aktorka (zm. 2021)
  - Alberto Winkler, włoski wioślarz (zm. 1981)
  - Anna Zawadzka, polska pedagog, profesor nauk humanistycznych (zm. 2020)
- 1933:
  - Paul Biya, kameruński polityk, prezydent Kamerunu
  - Costa-Gavras, grecko-francuski reżyser filmowy
  - Wiesław Maria Grudzewski, polski ekonomista (zm. 2018)
  - Kazimiera Nogajówna, polska aktorka (zm. 2022)
  - Kim Novak, amerykańska aktorka
  - Emanuel Ungaro, francuski projektant mody (zm. 2019)
- 1934:
  - Bogusław Kaczyński, polski dyplomata (zm. 2023)
  - George Segal, amerykański aktor (zm. 2021)
- 1935:
  - Lucjan Laprus, polski kompozytor, dyrygent, chórmistrz
  - Marcelino Oreja Aguirre, hiszpański prawnik, dyplomata, polityk narodowości baskijskiej
  - Giulio Rinaldi, włoski bokser (zm. 2011)
  - Marian Szamatowicz, polski ginekolog-położnik
- 1936:
  - Petko Dermendżiew, bułgarski zapaśnik
  - Aleksander Gołębiowski, polski operator dźwięku (zm. 2000)
  - Lilli Gyldenkilde, duńska polityk (zm. 2003)
  - Leamon King, amerykański lekkoatleta, sprinter (zm. 2001)
  - Pavol Molnár, słowacki piłkarz (zm. 2021)
  - Jörn Svensson, szwedzki polityk, eurodeputowany (zm. 2021)
  - Jan Szarek, polski duchowny luterański, biskup-senior Kościoła Ewangelicko-Augsburskiego w RP (zm. 2020)
- 1937:
  - Rupiah Banda, zambijski polityk, wiceprezydent i prezydent Zambii (zm. 2022)
  - Sigmund Jähn, niemiecki pilot wojskowy, kosmonauta (zm. 2019)
  - Anna Malewicz-Madey, polska śpiewaczka operowa (mezzosopran)
  - Hiroshi Ninomiya, japoński piłkarz, trener
- 1938:
  - Sławomir Dąbrowa, polski prawnik, dyplomata (zm. 2020)
  - Karmela Koren, izraelska piosenkarka (zm. 2022)
  - Jurij Machno, ukraiński piłkarz, trener
  - Mieczysław Pawełkiewicz, polski saneczkarz (zm. 2007)
  - Pierre Raffin, francuski duchowny katolicki, biskup Metzu (zm. 2024)
  - Oliver Reed, brytyjski aktor (zm. 1999)
- 1939:
  - Andrew Peacock, australijski prawnik, polityk (zm. 2021)
  - Walerij Rożdiestwienski, rosyjski pułkownik-inżynier, kosmonauta (zm. 2011)
  - R.C. Sproul, amerykański duchowny, ewangelista i teolog prezbiteriański, pisarz (zm. 2017)
- 1940:
  - Giuseppe Cavallotto, włoski duchowny katolicki, biskup Cuneo i Fossano (zm. 2025)
  - André Dupuy, francuski katolicki arcybiskup, nuncjusz apostolski
  - Berwyn Jones, brytyjski lekkoatleta, sprinter, rugbysta
  - Bram Peper, holenderski socjolog, polityk, samorządowiec, burmistrz Rotterdamu, minister spraw wewnętrznych (zm. 2022)
- 1941:
  - Władysław Makarski, polski językoznawca
  - Aurelia Pentón, kubańska lekkoatletka, sprinterka i biegaczka średniodystansowa
  - Bo Svenson, szwedzko-amerykański aktor
- 1942:
  - Giulio Casali, sanmaryński piłkarz, trener
  - Carol Lynley, amerykańska aktorka (zm. 2019)
  - Aleksander Ronikier, polski naukowiec, koszykarz, działacz sportowy (zm. 2023)
- 1943:
  - Friedrich Christian Delius, niemiecki pisarz (zm. 2022)
  - Leo Frankowski, amerykański pisarz science fiction pochodzenia polskiego (zm. 2008)
  - Heinz Hildebrandt, duński piłkarz, bramkarz, trener
  - Konstanty Malejczyk, polski generał brygady, szef WSI
  - Elaine Pagels, amerykańska religioznawczyni
  - Bill Szymczyk, amerykański producent muzyczny, inżynier dźwięku
  - Józef Węgrzyn, polski dziennikarz, producent telewizyjny
- 1944:
  - Yves Alfonso, francuski aktor (zm. 2018)
  - Stockard Channing, amerykańska aktorka
  - Włodzimierz Gulgowski, polski pianista jazzowy, kompozytor
  - Hein-Direck Neu, niemiecki lekkoatleta, dyskobol (zm. 2017)
  - Jan Peszek, polski aktor, reżyser teatralny, pedagog
  - Jerry Springer, amerykański dziennikarz, prezenter telewizyjny, polityk, burmistrz Cincinnati (zm. 2023)
- 1945:
  - Simon Schama, brytyjski historyk
  - Vladimír Tatarka, słowacki taternik, alpinista, przewodnik tatrzański, ratownik górski, narciarz wysokogórski (zm. 2001)
  - Christos Terzanidis, grecki piłkarz
- 1946:
  - Richard Blumenthal, amerykański polityk, senator
  - Artur Jorge, portugalski piłkarz, trener (zm. 2024)
  - Wazgen Manukian, ormiański fizyk, matematyk, polityk, premier Armenii
  - Zbigniew Popek, polski kontradmirał
- 1947:
  - Mohammad Reza Adelkhani, irański piłkarz
  - Julien Cools, belgijski piłkarz
  - Stephen Hadley, amerykański polityk
  - Mary Ingham, brytyjska pisarka
  - Mike Krzyzewski, amerykański trener koszykówki pochodzenia polskiego
  - Jerzy Montag, niemiecki polityk pochodzenia polsko-żydowskiego
  - István Szöke, węgierski piłkarz
  - Bogdan Tanjević, serbski trener koszykówki
  - Tatjana Tarasowa, rosyjska łyżwiarka figurowa, trenerka
  - Zbigniew Woźniak, polski socjolog, nauczyciel akademicki, urzędnik państwowy (zm. 2022)
- 1948:
  - Eizō Kenmotsu, japoński gimnastyk
  - Jan Kowalik, polski nauczyciel, samorządowiec, polityk, poseł na Sejm RP
  - Josu Ortuondo Larrea, hiszpański i baskijski samorządowiec, polityk
  - Laura Pollán, kubańska nauczycielka, dysydentka, obrończyni praw człowieka (zm. 2011)
  - Edmund Puczyłowski, polski matematyk, wykładowca akademicki (zm. 2021)
  - Jean-Yves Potel, francuski historyk, politolog, pisarz, dyplomata
- 1949:
  - Jo Baier, niemiecki reżyser i scenarzysta filmowy
  - Judy Dyble, brytyjska wokalistka, instrumentalistka, członkini zespołu Fairport Convention (zm. 2020)
  - Eduard Giray, niemiecki zapaśnik (zm. 2014)
  - Jan Egil Storholt, norweski łyżwiarz szybki
- 1950:
  - Domenico Cornacchia, włoski duchowny katolicki, biskup Molfetta-Ruvo-Giovinazzo-Terlizzi
  - Bob Daisley, australijski basista, kompozytor
  - Peter Gabriel, brytyjski muzyk, wokalista, producent muzyczny
  - Zygmunt Łenyk, polski przedsiębiorca, psycholog, polityk, poseł na Sejm RP
- 1951:
  - Vera Baird, brytyjska polityk
  - Rajmund Bacewicz, polski fizyk, wykładowca akademicki
  - Michel Pollentier, belgijski kolarz szosowy
  - Marian Tarabuła, polski samorządowiec, prezydent Jaworzna
- 1952:
  - Marian Balicki, polski duchowny katolicki, poeta (zm. 2019)
  - Zoran Đorđević, serbski trener piłkarski
  - Freddy Maertens, belgijski kolarz szosowy
- 1953:
  - Lupczo Jordanowski, macedoński sejsmolog, polityk, prezydent Macedonii Północnej (zm. 2010)
  - Suleiman Nyambui, tanzański lekkoatleta, długodystansowiec
  - František Štambachr, czeski piłkarz
- 1954:
  - Grzegorz Balcerek, polski duchowny katolicki, biskup pomocniczy poznański
  - Dominique Bathenay, francuski piłkarz, trener
  - Franz Bernreiter, niemiecki biathlonista
  - Gabriela Richter, polska lekkoatletka, wieloboistka
  - Paweł Sztompke, polski dziennikarz muzyczny
- 1955:
  - Zbigniew Grądzki, polski lekarz weterynarii, epizootiolog, wykładowca akademicki
  - Piotr Machalica, polski aktor, wokalista (zm. 2020)
  - Castor Paul Msemwa, tanzański duchowny katolicki biskup Tunduru-Masasi (zm. 2017)
  - Janusz Solarz, polski menedżer branży zdrowotnej, wykładowca akademicki, urzędnik państwowy
  - Elizabeth M. Tamposi, amerykańska polityczka i dyplomatka arumuńskiego pochodzenia
  - Livia Turco, włoska polityk
  - Ryhor Wasilewicz, białoruski prawnik, prezes Sądu Konstytucyjnego
  - Wiesław Zakrzewski, polski piłkarz, bramkarz
- 1956:
  - Mauricio Alfaro, salwadorski piłkarz
  - Liam Brady, irlandzki piłkarz, trener
  - Ryszard Buśkiewicz, polski żużlowiec
  - Tomaž Čižman, słoweński narciarz alpejski
  - Richard Eden, kanadyjski aktor, scenarzysta i producent filmowy
  - Peter Hook, brytyjski basista, członek zespołów: Joy Division, New Order, Monaco i Revenge
  - Janis Kuros, grecki ultramaratończyk
  - Witold Modzelewski, polski prawnik, wykładowca akademicki, doradca podatkowy
  - Jay Nixon, amerykański polityk
  - Steve Pecher, amerykański piłkarz
  - Siłwija Petrunowa, bułgarska siatkarka
  - Piotr Woźniak, polski geolog, polityk, minister gospodarki
- 1957:
  - Lucian Croitoru, rumuński ekonomista, polityk
  - Heinz Gründel, niemiecki piłkarz
  - Grzegorz Kwieciński, polski plastyk, reżyser teatralny
  - Ida Łotocka-Huelle, polska malarka
  - Andrzej Sikorski, polski piłkarz, trener
- 1958:
  - Pernilla August, szwedzka aktorka
  - Boris Fiodorow, rosyjski ekonomista, polityk (zm. 2008)
  - Anna Jansson, szwedzka pisarka
  - Elizabeta Karabolli, albańsko-amerykańska strzelczyni sportowa
  - Wojciech Piecha, polski górnik, samorządowiec, polityk, senator RP
  - Derek Riggs, brytyjski plastyk
  - Małgorzata Twaróg, polska koszykarka (zm. 2023)
- 1959:
  - Hadi al-Bahra, syryjski menedżer, przedsiębiorca, polityk
  - Jacek Bogucki, polski inżynier mechanik, samorządowiec, polityk, poseł na Sejm RP
  - Maureen McHugh, amerykańska pisarka science fiction i fantasy
- 1960:
  - Pierluigi Collina, włoski sędzia piłkarski
  - Artur Jusupow, rosyjski sędzia piłkarski
  - Joanna Sierko-Filipowska, polska malarka
  - Krzysztof Szczepański, polski kajakarz
- 1961:
  - Oļegs Karavajevs, łotewski piłkarz, bramkarz (zm. 2020)
  - Isabelle Nicoloso, francuska kolarka torowa i szosowa
  - Henry Rollins, amerykański wokalista, pisarz, aktor, członek zespołów Black Flag i Rollins Band
  - Gregory Springer, amerykański wioślarz
  - Richard Tyson, amerykański aktor, reżyser i producent filmowy
- 1962:
  - Aníbal Acevedo Vilá, portorykański polityk
  - Maciej Jabłoński, polski muzykolog (zm. 2017)
  - Tomasz Jarosz, polski aktor (zm. 2025)
  - Agnieszka Kublik, polska dziennikarka, publicystka
  - Jackie Silva, brazylijska siatkarka
- 1963:
  - Marek Tomasz Pawłowski, polski reżyser, scenarzysta i producent filmowy
  - Ralf Rocchigiani, niemiecki bokser pochodzenia włoskiego
  - Mimma Zavoli, sanmaryńska polityk
- 1964:
  - Pierre Bottero, francuski pisarz fantasy (zm. 2009)
  - Stephen Bowen, amerykański inżynier, astronauta
  - Jewhen Drahunow, ukraiński piłkarz (zm. 2001)
  - Jonny Hector, szwedzki szachista
  - Mark Patton, amerykański aktor
- 1965:
  - Eldece Clarke-Lewis, bahamska lekkoatletka, sprinterka
  - Paweł Gumola, polski kompozytor, wokalista, autor tekstów, gitarzysta, założyciel zespołów Moskwa i 5000 lat
  - Kenny Harrison, amerykański lekkoatleta, trójskoczek
  - Walerij Kirijenko, rosyjski biathlonista
  - Marcelo Mazzarello, argentyński aktor
  - Artur Miziński, polski duchowny katolicki, biskup pomocniczy lubelski
  - Peter O’Neill, papuański polityk, premier Papui-Nowej Gwinei
  - Dariusz Zgutczyński, polski piłkarz
- 1966:
  - Vahan Bego, ormiański malarz, rzeźbiarz
  - Roland Dannö, szwedzki żużlowiec
  - Jeff Waters, kanadyjski gitarzysta, wokalista, kompozytor, producent muzyczny, członek zespołu Annihilator
- 1967:
  - Carolyn Lawrence, amerykańska aktorka
  - Sałman Radujew, czeczeński dowódca wojskowy, polityk (zm. 2002)
  - Ross Robinson, amerykański producent muzyczny
  - Stanimir Stoiłow, bułgarski piłkarz, trener
  - Johnny Tapia, amerykański bokser (zm. 2012)
- 1968:
  - Kelly Hu, amerykańska aktorka pochodzenia chińsko-brytyjskiego
  - Niamh Kavanagh, irlandzka piosenkarka
  - Ken LeBlanc, kanadyjski bobsleista
  - Michael Löwe, rumuński bokser (zm. 2025)
  - James Phiri, zambijski piłkarz, bramkarz (zm. 2001)
  - Gabriel Porras, meksykański aktor
  - Peter Thiede, niemiecki wioślarz, sternik
- 1969:
  - Barbara Heeb, szwajcarska kolarka szosowa
  - Kate Pace, kanadyjska narciarka alpejska
- 1970:
  - Elmer Bennett, amerykański koszykarz
  - Mika Halvari, fiński lekkoatleta, kulomiot
- 1971:
  - Jean-François Anti, francuski kolarz szosowy
  - Galen Gering, amerykański aktor, model pochodzenia żydowsko-rosyjskiego
  - Alon Harazi, izraelski piłkarz
  - Marek Mróz, polski żużlowiec
  - Andriej Palij, rosyjski dowódca wojskowy, komandor marynarki (zm. 2022)
  - Rainer Polzin, niemiecki szachista
  - Sonia Evans(inne języki), brytyjska piosenkarka
  - Marek Posobkiewicz, polski lekarz, urzędnik państwowy
  - Żarko Serafimowski, macedoński piłkarz
  - Natalja Snytina, rosyjska biathlonistka
  - Mats Sundin, szwedzki hokeista
  - Begoña Vía-Dufresne, hiszpańska żeglarka sportowa
- 1972:
  - Virgilijus Alekna, litewski lekkoatleta, dyskobol
  - Ewa Cięciel, polska siatkarka
  - Michał Dąbrówka, polski perkusista, muzyk sesyjny, kompozytor, aranżer
  - Todd Harrell, amerykański basista, kompozytor, członek zespołu 3 Doors Down
  - Ana Paula Henkel, brazylijska siatkarka
  - Božidar Jović, chorwacki piłkarz ręczny
  - Piotr Kluz, polski prawnik, sędzia, wykładowca akademicki
  - Manou Schauls, luksemburski piłkarz
  - Cezary Studniak, polski aktor, wokalista, reżyser, scenarzysta
- 1973:
  - Andrej Chadanowicz, białoruski poeta, tłumacz, literaturoznawca, krytyk literacki
  - Ian Duncan, brytyjski polityk, eurodeputowany
  - Michał Garbocz, polski hokeista
  - Frédéric Gigon, liechtensteiński piłkarz pochodzenia szwajcarskiego
  - Kwak Dae-sung, południowokoreański judoka
  - Ronald Maul, niemiecki piłkarz
  - Bas Roorda, holenderski piłkarz, bramkarz
  - Nuno Teixeira, portugalski adwokat, polityk, eurodeputowany
- 1974:
  - Gus Hansen, duński pokerzysta
  - Kazimierz Karolczak, polski samorządowiec, wicemarszałek województwa śląskiego
  - Artur Pawlak, polski żużlowiec
  - Ana Patricia Rojo, meksykańska aktorka
  - Robbie Williams, brytyjski piosenkarz
- 1975:
  - Ben Collins, brytyjski kierowca wyścigowy
  - Tony Dalton, meksykański aktor
  - Artiemij Lebiediew, rosyjski designer, przedsiębiorca, bloger
  - Aleksandra Ska, polska artystka intermedialna
- 1976:
  - Jörg Bergmeister, niemiecki kierowca wyścigowy
  - Leslie Feist, kanadyjska piosenkarka
  - Jan Krkoška, czeski samorządowiec, hetman kraju morawsko-śląskiego
  - Nadir Lamyaghri, marokański piłkarz, bramkarz
  - Dave Padden, kanadyjski wokalista, gitarzysta, kompozytor, członek zespołu Annihilator
  - Branko Rašić, serbski piłkarz
- 1977:
  - Ivan Dudić, serbski piłkarz
  - Ian Reed Kesler, amerykański aktor
  - Paweł Papke, polski siatkarz, polityk, poseł na Sejm RP
  - Mihajlo Pjanović, serbski piłkarz
  - Dorel Simion, rumuński bokser
- 1978:
  - Mini Anden, szwedzka modelka, aktorka
  - Niklas Bäckström, fiński hokeista
  - Hamish Glencross, szkocki gitarzysta, kompozytor, członek zespołów: Seer’s Tear, Solstice, My Dying Bride i Vallenfyre
  - Philippe Jaroussky, francuski śpiewak operowy (kontratenor) pochodzenia rosyjskiego
  - Rita Kuti-Kis, węgierska tenisistka
  - Cory Murphy, kanadyjski hokeista
  - Edsilia Rombley, holenderska piosenkarka
- 1979:
  - Anders Breivik, norweski masowy morderca
  - Jacek Cyran, polski judoka
  - Marta Kleszczyńska, polska sztangistka
  - Zdeněk Kutlák, czeski hokeista
  - Rafael Márquez, meksykański piłkarz
  - Stephan Mølvig, duński wioślarz
  - Mena Suvari, amerykańska aktorka
  - Anna Żemła-Krajewska, polska judoczka
- 1980:
  - Karolina Gorazda, polska modelka, fotomodelka, zwyciężczyni konkursu Miss Polonia
  - Murad Hajdarau, białoruski zapaśnik
  - Sebastian Kehl, niemiecki piłkarz
- 1981:
  - Rosibel García, kolumbijska lekkoatletka
  - Luisão, brazylijski piłkarz
  - Liam Miller, irlandzki piłkarz (zm. 2018)
  - Matti Rantanen, fiński kierowca rajdowy
  - Luke Ridnour, amerykański koszykarz
  - Shane Told, kanadyjski muzyk, wokalista
- 1982:
  - Tsuyoshi Abe, japoński aktor
  - Sophie Herbrecht, francuska piłkarka ręczna
  - Sławomir Kulikowski, polski reżyser, scenarzysta i producent filmowy
  - Michał Łanuszka, polski wokalista, gitarzysta klasyczny, kompozytor, aktor
  - Miwako Okuda, japońska piosenkarka
  - Ewerton Teixeira, brazylijski karateka, kick-boxer
- 1983:
  - Mohammad Gholami, irański piłkarz
  - Mladen Kašćelan, czarnogórski piłkarz
  - Dmitrij Kłokow, rosyjski sztangista
  - Marcin Salamonik, polski koszykarz
  - Anna Watkins, brytyjska wioślarka
  - Łukasz Woszczyński, polski kajakarz
- 1984:
  - Mahdi Mahdawi, irański siatkarz
  - Iwona Okrasa, polska piłkarka
  - Hinkelien Schreuder, holenderska pływaczka
- 1985:
  - Aleksandros Dziolis, grecki piłkarz
  - J.R. Giddens, amerykański koszykarz
  - Natalia Guadalupe Brussa, argentyńska siatkarka
  - Hedwiges Maduro, holenderski piłkarz
  - Ołeksandr Maksymow, ukraiński piłkarz
  - Torrell Martin, amerykański koszykarz
  - Yu Xinyuan, chiński tenisista
  - Györgyi Zsivoczky-Farkas, węgierska lekkoatletka, wieloboistka
- 1986:
  - Siniša Anđelković, słoweński piłkarz
  - Hamish Bond, nowozelandzki wioślarz
  - Zach Condon, amerykański wokalista, założyciel zespołu Beirut
  - Rosalba Forciniti, włoska judoczka
  - Aneika Henry, jamajsko-azerska koszykarka
  - Abdou Jammeh, gambijski piłkarz
  - Jayden Jaymes, amerykańska aktorka pornograficzna
  - Jamie Murray, szkocki tenisista
  - Aurélie Revillet, francuska narciarka alpejska
- 1987:
  - Kris Boeckmans, belgijski kolarz szosowy
  - Gabriel Coronel, wenezuelski aktor, producent filmowy, piosenkarz, model
  - Eljero Elia, holenderski piłkarz pochodzenia surinamskiego
  - René Enders, niemiecki kolarz torowy
  - Dave Smith, australijski kajakarz
  - Rau’shee Warren, amerykański bokser
- 1988:
  - Jonas Emet, fiński piłkarz
  - Jewgienij Garaniczew, rosyjski biathlonista, biegacz narciarski
  - Łesia Kalitowśka, ukraińska kolarka torowa
  - Irene Montero, hiszpańska polityk
  - Dave Rudden, irlandzki pisarz
- 1989:
  - Regulo Alberto Briceno, wenezuelski siatkarz
  - David Chartier, polsko-francuski rugbysta
  - Demetrius Pinder, bahamski lekkoatleta, sprinter
  - Katarzyna Połeć, polska siatkarka
  - Julian Schieber, niemiecki piłkarz
  - Bror van der Zijde, holendersko-szwajcarski bobsleista
- 1990:
  - John Riel Casimero, filipiński bokser
  - Mohamed Flissi, algierski bokser
  - Niklas Hult, szwedzki piłkarz
  - Paweł Olkowski, polski piłkarz
  - Mamadou Sakho, francuski piłkarz pochodzenia senegalskiego
  - Kevin Strootman, holenderski piłkarz
  - Yun Suk-young, południowokoreański piłkarz
- 1991:
  - Pontus Jansson, szwedzki piłkarz
  - Marinus Kraus, niemiecki skoczek narciarski
  - Eliaquim Mangala, francuski piłkarz pochodzenia kongijskiego
  - Danny O’Shea, amerykański łyżwiarz figurowy
  - Edgar Rivera, meksykański lekkoatleta, skoczek wzwyż
  - Howard Sant-Roos, kubański koszykarz
  - Jelena Sokołowa, rosyjska pływaczka
- 1992:
  - McKenzie Adams, amerykańska siatkarka
  - Banou Diawara, burkiński piłkarz
  - Reetta Hämäläinen, fińska lekkoatletka, tyczkarka
  - Nikola Jovović, serbski siatkarz
  - Marta Opalińska, polska armwrestlerka
  - Aleksandra Stachowicz, polska siatkarka
  - Tino-Sven Sušić, bośniacki piłkarz
  - Roger Walder, szwajcarski kolarz górski i przełajowy
  - Dorina Zele, węgierska koszykarka
- 1993:
  - Sagesse Babélé, kongijski piłkarz
  - Michael Měchura, czeski kolarz górski
  - Alex Sawyer, brytyjski aktor
  - Uroš Spajić, serbski piłkarz
  - Artur Zahorulko, ukraiński piłkarz
- 1994:
  - Juan Cámara, hiszpański piłkarz
  - Memphis Depay, holenderski piłkarz pochodzenia ghańskiego
  - Patryk Dobek, polski lekkoatleta, sprinter i płotkarz
  - Hugo Hofstetter, francuski kolarz szosowy
  - Wołodymyr Odariuk, ukraiński piłkarz
- 1995:
  - Marsel Efroimski, izraelska szachistka
  - Bård Finne, norweski piłkarz
  - Béryl Gastaldello, francuska pływaczka
  - Lia Neal, amerykańska pływaczka
  - Maria Wierzbowska, polska wioślarka
- 1996:
  - Odiljon Hamrobekov, uzbecki piłkarz
  - Erdal Rakip, szwedzki piłkarz pochodzenia macedońskiego
- 1997 – Amer Gojak, bośniacki piłkarz
- 1998:
  - Keinan Davis, angielski piłkarz
  - Szymon Jakubiszak, polski siatkarz
  - Khalifa St. Fort, trynidadzko-tobagijska lekkoatletka, sprinterka
- 1999 – Bartłomiej Zawalski, polski siatkarz
- 2000:
  - Ray Ho, tajwański tenisista
  - Vitinha, portugalski piłkarz
- 2001:
  - Kaapo Kakko, fiński hokeista
  - Jan Žambůrek, czeski piłkarz
- 2002:
  - Jaden Ivey, amerykański koszykarz
  - Sophia Lillis, amerykańska aktorka
  - Daishen Nix, amerykański koszykarz
- 2003:
  - Niko Anttola, fiński biegacz narciarski
  - Kim Jin-young, południowokoreańska aktorka
  - Luis Puente, meksykański piłkarz
  - Aleksandra Wołczak, polska lekkoatletka, płotkarka i sprinterka
- 2004:
  - Esteban Calderón, chilijski piłkarz
  - Jonny Edgar, brytyjski kierowca wyścigowy
  - Busang Kebinatshipi, botswański lekkoatleta, sprinter
- 2006 - Kaitlin Quevedo, hiszpańska tenisistka

## Zmarli
- 721 – Chilperyk II, król frankijski (ur. ok. 672)
- 858 – Kenneth I, król Dalriady i Piktów (ur. ok. 810)
- 921 – Wratysław I, książę Czech (ur. ok. 888)
- 942 – Muhammad ibn Ra’ik, wysoki urzędnik kalifatu Abbasydów (ur. ?)
- 988 – Adalbert Atto, markiz Canossy (ur. ok. 928)
- 1021 – Al-Hakim, kalif fatymidzki (ur. 985)
- 1130 – Honoriusz II, papież (ur. ok. 1036)
- 1141 – Bela II Ślepy, król Węgier i Chorwacji (ur. 1110)
- 1199 lub 1200 – Stefan I Nemanja, wielki żupan Raszki (Serbii), święty prawosławny (ur. 1114)
- 1219 – Sanetomo Minamoto, japoński siogun (ur. 1192)
- 1237 – Jordan z Saksonii, niemiecki dominikanin (ur. ok. 1190)
- 1332 – Andronik II Paleolog, cesarz bizantyński (ur. 1259)
- 1458 – Krystyna ze Spoleto, włoska augustianka, błogosławiona (ur. 1432)
- 1468 – Joanna Enriquez, królowa Nawarry i Aragonii (ur. 1425)
- 1469 – Eustochia Bellini, włoska benedyktynka, błogosławiona (ur. ok. 1444)
- 1537 – Bahadur Szah, sułtan Gudźaratu (ur. ?)
- 1539 – Izabela d’Este, markiza Mantui (ur. 1474)
- 1542:
  - Katarzyna Howard, królowa Anglii, piąta żona Henryka VIII Tudora (ur. 1525)
  - Jane Parker, angielska dama dworu (ur. ok. 1505)
- 1543 – Jan Mayer von Eck, niemiecki duchowny i teolog katolicki, działacz kontrreformacji (ur. 1486)
- 1565 – Stanisław Narkuski, polski duchowny katolicki, biskup żmudzki (ur. ?)
- 1571 – Benvenuto Cellini, włoski rzeźbiarz, złotnik, medalier, pisarz (ur. 1500)
- 1585 – Alfonso Salmerón, hiszpański jezuita, teolog, biblista (ur. 1515)
- 1592 – Jacopo Bassano, włoski malarz (ur. 1515)
- 1608 – Konstanty Wasyl Ostrogski, litewski książę, dowódca wojskowy (ur. 1526)
- 1626 – Stanisław Kiszka, polski duchowny katolicki, biskup żmudzki (ur. 1584)
- 1631 – Jan z Krosna, polski duchowny katolicki, prawnik, teolog (ur. 1593)
- 1641 – Andrzej Rej, polski szlachcic, polityk, dyplomata (ur. ok. 1584)
- 1660 – Karol X Gustaw, król Szwecji (ur. 1622)
- 1662 – Elżbieta Stuart, księżniczka angielska i szkocka, elektorowa Palatynatu Reńskiego, królowa Czech (ur. 1596)
- 1674 – Jean de Labadie, francuski mistyk chrześcijański (ur. 1610)
- 1678 – János Bethlen, siedmiogrodzki polityk, dowódca wojskowy (ur. 1613)
- 1688 – David Christiani, niemiecki teolog luterański, matematyk, filozof (ur. 1610)
- 1693 – Johann Kaspar Kerll, niemiecki kompozytor (ur. 1627)
- 1728 – Cotton Mather, amerykański teolog protestancki, historyk, pisarz (ur. 1663)
- 1732 – William Bromley, brytyjski polityk (ur. 1663)
- 1738 – Piotr Jaenichen, polski uczony pochodzenia niemieckiego (ur. 1679)
- 1741 – Johann Joseph Fux, austriacki kompozytor (ur. 1660)
- 1771 – Gertruda z Komorowskich Potocka, polska szlachcianka (ur. 1754)
- 1773 – Pietro Bracci, włoski rzeźbiarz, konserwator zabytków (ur. 1700)
- 1776 – Maciej Kraśnicki, polski pijar, pedagog (ur. 1731)
- 1787:
  - Ruđer Josip Bošković, chorwacki jezuita, filozof, fizyk, matematyk, poeta (ur. 1711)
  - Charles Gravier de Vergennes, francuski dyplomata, polityk, pierwszy minister Francji (ur. 1717)
- 1789 – Paolo Renier, doża Wenecji (ur. 1710)
- 1795 – Jerzy (Konisski), ukraiński duchowny prawosławny, arcybiskup, kaznodzieja, filozof, teolog (ur. 1717)
- 1798 – Wilhelm Heinrich Wackenroder, niemiecki pisarz (ur. 1773)
- 1811 – Francesco Maria Locatelli, włoski duchowny katolicki, biskup Spoleto, kardynał (ur. 1727)
- 1813 – Stanisław Baliński, polski urzędnik, rysownik, miedziorytnik (ur. 1782)
- 1817 – Aleksiej Musin-Puszkin, rosyjski historyk, kolekcjoner dzieł sztuki, polityk (ur. 1744)
- 1818 – George Rogers Clark, amerykański generał (ur. 1752)
- 1833 – Stanisław Poniatowski, książę, podskarbi wielki litewski, generał-lejtnant (ur. 1754)
- 1837 – Mariano José de Larra, hiszpański pisarz, dziennikarz (ur. 1809)
- 1843 – Nathaniel Chipman, amerykański prawnik, polityk (ur. 1752)
- 1845 – Henrich Steffens, niemiecki filozof, przyrodnik, poeta (ur. 1773)
- 1856:
  - Kazimierz Kręcki, polski duchowny katolicki, działacz społeczny, jeden z założycieli Ligi Polskiej (ur. 1817)
  - Wawrzyniec Nguyễn Văn Hưởng, wietnamski duchowny katolicki, męczennik, święty (ur. ok. 1802)
- 1858 – Hermann Heinrich Gossen, niemiecki ekonomista, wykładowca akademicki (ur. 1810)
- 1859:
  - Eliza Acton, brytyjska pisarka, poetka (ur. 1799)
  - Paweł Lê Văn Lộc, wietnamski duchowny katolicki, męczennik, święty (ur. ok. 1830)
- 1861 – Denis-Benjamin Viger, kanadyjski pisarz, eseista, polityk (ur. 1774)
- 1863 – Alvan Fisher, amerykański malarz (ur. 1792)
- 1866 – John Bernard Fitzpatrick, amerykański duchowny katolicki, biskup Bostonu (ur. 1812)
- 1873 – Józef Łukaszewicz, polski historyk, publicysta, bibliotekarz, wydawca (ur. 1799)
- 1874:
  - Friedrich Burgmüller, niemiecki pianista, kompozytor (ur. 1806)
  - Aleksandr Lüders, rosyjski hrabia, generał, namiestnik Królestwa Polskiego (ur. 1790)
- 1877 – Costache Caragiale, rumuński aktor, dramaturg, dyrektor teatru (ur. 1815)
- 1879 – Jonathan Peel, brytyjski generał, polityk (ur. 1799)
- 1883 – Richard Wagner, niemiecki kompozytor, dyrygent, teoretyk muzyki (ur. 1813)
- 1887:
  - Nikolaus Adames, luksemburski duchowny katolicki, biskup Luksemburga, arcybiskup ad personam (ur. 1813)
  - Philip Bourke Marston, brytyjski poeta (ur. 1850)
- 1891 – David Porter, amerykański admirał (ur. 1813)
- 1892 – Lambert Massart, belgijski skrzypek, pedagog (ur. 1811)
- 1893:
  - Ignacio Manuel Altamirano, meksykański poeta, prozaik, dziennikarz, pedagog, polityk (ur. 1834)
  - Wilhelm Czerwiński, polski kompozytor (ur. 1837)
  - Władysław Koziebrodzki, polski ziemianin, pisarz, wspinacz, polityk (ur. 1839)
- 1894 – Franjo Rački, chorwacki duchowny katolicki, działacz narodowy, historyk, polityk (ur. 1828)
- 1896 – Adela Łubieńska, polska rysowniczka, graficzka (ur. 1806)
- 1898:
  - Stanisław Hebanowski, polski architekt (ur. 1820)
  - Antoni Kurzawa, polski rzeźbiarz (ur. 1842)
- 1902:
  - Feliks Madejewski, polski prawnik, sędzia, polityk (ur. 1826)
  - Włodzimierz Zagórski, polski pisarz, satyryk, publicysta (ur. 1834)
- 1907:
  - Marcel Bertrand, francuski geolog, wykładowca akademicki (ur. 1847)
  - Raoul le Boucher, francuski zapaśnik (ur. 1883)
- 1908 – David Hesser, amerykański pływak, piłkarz wodny (ur. 1884)
- 1909 – Zygmunt Przybylski, polski komediopisarz (ur. 1856)
- 1910 – Filip Skoraczewski, polski leśnik, działacz niepodległościowy, uczestnik powstania styczniowego (ur. 1838)
- 1914:
  - Alphonse Bertillon, francuski uczony, funkcjonariusz policji (zm. 1853)
  - Jan Harnek, polski polityk ludowy (ur. 1861)
- 1915 – Lucien Bersot, francuski żołnierz (ur. 1881)
- 1916:
  - Vilhelm Hammershøi, duński malarz (ur. 1864)
  - Fritz Ryser, szwajcarski kolarz torowy i szosowy (ur. 1873)
- 1918:
  - Albert Kordecki, polski rotmistrz Legionów Polskich (ur. 1867)
  - Wilhelm von Stauffenberg, niemiecki neurolog (ur. 1879)
- 1919 – Max Rosenfeld, polski działacz syjonistyczny, polityk, poseł elekt na Sejm Ustawodawczy pochodzenia żydowskiego (ur. 1884)
- 1920:
  - Adam Ensch, rosyjski inżynier, architekt pochodzenia polskiego (ur. 1866)
  - Otto Gross, austriacki psychiatra, psychoanalityk, anarchista (ur. 1877)
- 1922 – Tullio Bozza, włoski szpadzista (ur. 1891)
- 1924 – Albert Betts, brytyjski gimnastyk (ur. 1888)
- 1925 – Floyd Collins, amerykański grotołaz (ur. 1887)
- 1926:
  - Edmund Dalbor, polski duchowny katolicki, arcybiskup metropolita gnieźnieński i poznański, prymas Polski, kardynał (ur. 1869)
  - Francis Edgeworth, irlandzki ekonomista, wykładowca akademicki (ur. 1845)
- 1927 – Frank Bell, amerykański polityk (ur. 1840)
- 1929:
  - Muhammad VI, bej Tunisu (ur. 1858)
  - Franz Oppenheim, niemiecki chemik, przemysłowiec (ur. 1852)
- 1930:
  - Conrad Ansorge, niemiecki kompozytor, pianista (ur. 1862)
  - Anton Faistauer, austriacki piłkarz (ur. 1887)
  - Karl Odebrett, niemiecki pilot wojskowy, as myśliwski (ur. 1890)
- 1931:
  - Joseph Dowler, brytyjski przeciągacz liny (ur. 1879)
  - Frank Wright, amerykański strzelec sportowy (ur. 1878)
- 1834 – Adam Chmiel, polski historyk kultury, archiwista (ur. 1865)
- 1935:
  - Bolesław Bałzukiewicz, polski rzeźbiarz, pedagog (ur. 1879)
  - Jan Bohuszewicz, polski malarz (ur. 1878)
  - Herbert Giles, brytyjski sinolog, dyplomata (ur. 1845)
  - Johannes Jaroslaw Marcinowski, niemiecki psychiatra, psychoanalityk (ur. 1868)
- 1936 – Gieorgij Czełpanow, rosyjski filozof, psycholog, wykładowca akademicki (ur. 1862)
- 1937 – Charles-Édouard Martin, szwajcarski mykolog (ur. 1847)
- 1938:
  - Gework Alichanian, ormiański polityk komunistyczny (ur. 1897)
  - Kazimierz Gomulicki, polski major piechoty, działacz niepodległościowy (ur. 1896)
  - Momčilo Nastasijević, serbski poeta (ur. 1894)
- 1939 – Caius Welcker, holenderski piłkarz (ur. 1885)
- 1940 – Carl Kalmberg, duński pilot wojskowy (ur. 1913)
- 1941 – Blind Boy Fuller, amerykański wokalista i gitarzysta bluesowy (ur. 1904)
- 1942:
  - St John Brodrick, brytyjski arystokrata, polityk (ur. 1856)
  - Epitácio Pessoa, brazylijski polityk, prezydent Brazylii (ur. 1865)
- 1943 – Józef Stypiński, polski pedagog, działacz oświatowy, polityk, poseł na Sejm RP (ur. 1880)
- 1945:
  - Bodo Ebhardt, niemiecki architekt, konserwator zabytków (ur. 1865)
  - Nikołaj Gonczarow, radziecki starszy porucznik (ur. 1919)
  - Konstantin Gurow, radziecki pilot wojskowy (ur. 1917)
  - Dorothea Köring, niemiecka tenisistka (ur. 1880)
  - María Orosa, filipińska chemik, działaczka społeczna i niepodległościowa (ur. 1893)
  - Iwan Starczenkow, radziecki pilot wojskowy (ur. 1923)
  - Walenty Strużyk, polski starszy wachmistrz (ur. 1897)
  - Henrietta Szold, amerykańska pedagog, pisarka, działaczka syjonistyczna pochodzenia żydowskiego (ur. 1860)
- 1946:
  - Stanisław Brzezina, polski pułkownik pilot (ur. 1904)
  - Madeleine Pauliac, francuska lekarka (ur. 1912)
  - Siegfried Taubert, niemiecki SS-Obergruppenführer (ur. 1880)
- 1947 – Erich Hecke, niemiecki matematyk, wykładowca akademicki (ur. 1887)
- 1948 – Alina Rossman, polska działaczka podziemia antykomunistycznego (ur. 1905)
- 1950:
  - Tadeusz Markiewicz, polski neurolog, neuropatolog, wykładowca akademicki (ur. 1905)
  - Aleksander Rozenblum, polski filozof, wykładowca akademicki (ur. 1883)
  - Rafael Sabatini, włoski pisarz (ur. 1875)
- 1951:
  - Lloyd Cassel Douglas, amerykański pastor, pisarz (ur. 1877)
  - Teodor Kubina, polski duchowny katolicki, biskup częstochowski (ur. 1880)
  - Wäinö Wickström, fiński łyżwiarz szybki (ur. 1890)
- 1952:
  - Alfred Einstein, niemiecko-amerykański muzykolog, krytyk muzyczny, pedagog pochodzenia żydowskiego (ur. 1880)
  - Josephine Tey, brytyjska pisarka (ur. 1896)
- 1953 – Lew Mechlis, radziecki polityk pochodzenia żydowskiego (ur. 1889)
- 1955:
  - Grzegorz Bil, polski rolnik, polityk, poseł na Sejm PRL (ur. 1884)
  - Hans Boeckh-Behrens, niemiecki generał porucznik (ur. 1898)
  - Wacław Brzeziński, polski śpiewak, pedagog (ur. 1878)
  - Raoul Henkart, belgijski szpadzista (ur. 1907)
  - Marian Okulicz-Kozaryn, polski rotmistrz (ur. 1897)
- 1956 – Jan Łukasiewicz, polski logik, filozof, matematyk, wykładowca akademicki, polityk, minister wyznań religijnych i oświecenia publicznego (ur. 1878)
- 1958:
  - Christabel Pankhurst, brytyjska sufrażystka (ur. 1880)
  - Luís Pimentel, hiszpański poeta (ur. 1895)
  - Georges Rouault, francuski malarz (ur. 1871)
- 1962:
  - Hugh Dalton, brytyjski arystokrata, polityk (ur. 1887)
  - Karl Llewellyn, amerykański prawnik, filozof prawa, wykładowca akademicki, żołnierz piechoty niemieckiej (ur. 1893)
- 1963:
  - Bolesław Hryniewiecki, polski botanik, historyk botaniki (ur. 1875)
  - Elena Kutorgienė-Buivydaitė, litewska lekarka, Sprawiedliwa wśród Narodów Świata (ur. 1888)
- 1964:
  - Jakob Brendel, niemiecki zapaśnik (ur. 1907)
  - Werner Heyde, niemiecki psychiatra (ur. 1902)
- 1965 – Aleksander Polus, polski bokser (ur. 1914)
- 1966:
  - Armen Ajrijew, radziecki major pilot, as myśliwski (ur. 1910)
  - Marguerite Long, francuska pianistka, pedagog (ur. 1874)
- 1968 – Mae Marsh, amerykańska aktorka (ur. 1895)
- 1969 – Kazimierz Wierzyński, polski poeta, prozaik, krytyk teatralny (ur. 1894)
- 1970 – Antoni Jaroszewicz, polski finansista, przemysłowiec (ur. 1881)
- 1972 – Kazimierz Wnękowski, polski działacz komunistyczny (ur. 1898)
- 1973:
  - Hans Globke, niemiecki prawnik, polityk (ur. 1898)
  - Stanisław Malczyk, polski piłkarz, trener (ur. 1910)
- 1974:
  - Paulina Miadziołka, białoruska artystka, pedagog, działaczka narodowa (ur. 1893)
  - Adam Szengut, polski aktor pochodzenia żydowskiego (ur. 1907)
- 1976:
  - Paul Gilbert, amerykański aktor, muzyk, konferansjer, akrobata (ur. 1918)
  - William Herald, australijski pływak (ur. 1900)
  - Murtala Mohammed, nigeryjski wojskowy, polityk, głowa państwa (ur. 1938)
  - Lily Pons, amerykańska śpiewaczka operowa (sopran) (ur. 1898)
- 1979 – Paweł Ponka, polski lutnik (ur. 1896)
- 1980:
  - David Janssen, amerykański aktor (ur. 1931)
  - Marian Rejewski, polski porucznik, matematyk, kryptolog (ur. 1905)
  - Zofia Stachurska, polska śpiewaczka operowa (sopran), pedagog (ur. 1915)
- 1981 – Wacław Kuchar, polski lekkoatleta, piłkarz, narciarz, łyżwiarz, hokeista (ur. 1897)
- 1982:
  - James Miller, amerykański brat szkolny, Sługa Boży (ur. 1944)
  - Frank Séchehaye, szwajcarski piłkarz, bramkarz, trener (ur. 1907)
- 1984 – Andre Stander, południowoafrykański policjant, przestępca (ur. 1946)
- 1985 – Tałgat Nigmatulin, radziecki aktor, reżyser filmowy (ur. 1949)
- 1986 – Bolesław Gebert, polski działacz komunistyczny, dyplomata, agent radziecki pochodzenia żydowskiego (ur. 1895)
- 1988 – Rafał Wszędyrówny, polski piłkarz, trener, działacz sportowy (ur. 1910)
- 1991:
  - Arno Breker, niemiecki rzeźbiarz, architekt (ur. 1900)
  - Jerzy Majka, polski działacz komunistyczny, dziennikarz (ur. 1930)
- 1992:
  - Nikołaj Bobrownikow, radziecki polityk (ur. 1909)
  - Nikołaj Bogolubow, rosyjski matematyk, fizyk teoretyczny, wykładowca akademicki (ur. 1909)
  - Dorothy Tree, amerykańska aktorka, pisarka (ur. 1906)
- 1993 – Henry Duey, amerykański sztangista (ur. 1929)
- 1994 – Jan Jakubowski, polski lekkoatleta, średniodystansowiec (ur. 1911)
- 1995:
  - Alberto Burri, włoski malarz, rzeźbiarz (ur. 1930)
  - Edward Bury, polski kompozytor, dyrygent, pedagog (ur. 1919)
  - Danijjel-Jicchak Lewi, izraelski polityk (ur. 1917)
  - Georges Sutra de Germa, francuski rolnik. polityk (ur. 1913)
  - Bruno Visentini, włoski prawnik, wykładowca akademicki, polityk (ur. 1914)
- 1996 – Martin Balsam, amerykański aktor pochodzenia żydowskiego (ur. 1919)
- 1999 – Kåre Hovda, norweski biathlonista (ur. 1944)
- 2002 – Waylon Jennings, amerykański muzyk (ur. 1937)
- 2003:
  - Zdzisław Kembłowski, polski specjalista w dziedzinie inżynierii procesowej, wykładowca akademicki (ur. 1932)
  - Vladas Pavilonis, litewski prawnik, wykładowca akademicki, prezes Sądu Konstytucyjnego (ur. 1932)
- 2004:
  - Zelimchan Jandarbijew, czeczeński poeta, polityk, prezydent Czeczeńskiej Republiki Iczkerii (ur. 1952)
  - Janusz Kulig, polski kierowca rajdowy (ur. 1969)
  - Irena Orska, polska aktorka (ur. 1915)
- 2005:
  - Łucja dos Santos, portugalska zakonnica, świadek objawień fatimskich (ur. 1907)
  - Maurice Trintignant, francuski kierowca wyścigowy (ur. 1917)
- 2006:
  - Andreas Katsulas, amerykański aktor pochodzenia greckiego (ur. 1946)
  - Alan Levin, amerykański reżyser filmów dokumentalnych (ur. 1926)
  - Stanisław Płaza, polski prawnik, historyk prawa, wykładowca akademicki (zm. 2006)
  - Peter Frederick Strawson, brytyjski filozof, wykładowca akademicki (ur. 1919)
- 2007:
  - Jay Haley, amerykański psychoterapeuta, nauczyciel (ur. 1923)
  - Bruce M. Metzger, amerykański teolog protestancki, paleograf (ur. 1914)
- 2008:
  - Michele Greco, włoski boss mafijny (ur. 1924)
  - Kon Ichikawa, japoński reżyser filmowy (ur. 1915)
  - Jan Mazur, polski dziennikarz muzyczny (ur. 1947)
  - Assane N’Diaye, senegalski piłkarz (ur. 1974)
  - Henri Salvador, francuski piosenkarz, kompozytor (ur. 1917)
- 2009:
  - Jerzy Hawrylewicz, polski piłkarz (ur. 1958)
  - Jerzy Jurga, polski malarz, konstruktor kusz (ur. 1940)
- 2010 – Red Rocha, amerykański koszykarz (ur. 1923)
- 2011:
  - Arnfinn Bergmann, norweski skoczek narciarski (ur. 1928)
  - Inese Jaunzeme, łotewska lekkoatletka, oszczepniczka (ur. 1932)
- 2012:
  - Ladislau Biernaski, brazylijski duchowny katolicki pochodzenia polskiego, biskup pomocniczy Kurytyby, biskup São José dos Pinhais (ur. 1937)
  - Frank Braña, hiszpański aktor (ur. 1934)
  - Andrzej Marek, polski prawnik (ur. 1940)
  - Barbara Urbańska-Miszczyk, polska artystka, twórczyni szkła artystycznego i użytkowego (ur. 1936)
- 2013:
  - Pieter Kooijmans, holenderski prawnik, dyplomata, polityk (ur. 1933)
  - Donald Scott, brytyjski bokser (ur. 1928)
- 2014:
  - Piero D’Inzeo, włoski jeździec sportowy (ur. 1923)
  - Richard Møller Nielsen, duński piłkarz, trener (ur. 1937)
  - Jan Olszewski, polski krytyk filmowy (ur. 1934)
  - Zbigniew Romaszewski, polski działacz opozycji antykomunistycznej, polityk, senator i wicemarszałek Senatu RP (ur. 1940)
  - Janusz Stanny, polski grafik, plakacista, rysownik (ur. 1932)
  - Ralph Waite, amerykański aktor (ur. 1928)
  - Edward Żebrowski, polski aktor, scenarzysta i reżyser filmowy (ur. 1935)
- 2015:
  - Stan Chambers, amerykański reporter (ur. 1923)
  - John McCabe, brytyjski pianista, kompozytor (ur. 1939)
- 2016:
  - Andrzej Czyżewski, polski architekt (ur. 1930)
  - Stanisław Gać, polski działacz społeczny i państwowy, pułkownik doktor Wojska Polskiego (ur. 1916)
  - Trifon Iwanow, bułgarski piłkarz (ur. 1965)
  - Barry Jones, nowozelandzki duchowny katolicki, biskup Christchurch (ur. 1941)
  - Wiesław Rudkowski, polski bokser (ur. 1946)
  - Boris Samorodow, rosyjski żużlowiec (ur. 1931)
  - Slobodan Santrač, serbski piłkarz, trener (ur. 1946)
  - Antonin Scalia, amerykański prawnik pochodzenia włoskiego, sędzia Sądu Najwyższego (ur. 1936)
  - Aleksandra Sokołowska, polska specjalistka inżynierii materiałowej (ur. 1926)
- 2017:
  - Jan Grabowski, polski żużlowiec, trener (ur. 1950)
  - Kim Dzong Nam, północnokoreański polityk (ur. 1971)
  - Seijun Suzuki, japoński reżyser filmowy (ur. 1923)
- 2018:
  - Joseph Bonnel, francuski piłkarz, trener (ur. 1939)
  - Michał Chmara, polski socjolog (ur. 1940)
  - Henryk, duński książę małżonek (ur. 1934)
  - Marian Surma, polski fizyk, wykładowca akademicki (ur. 1929)
- 2019:
  - Witalij Chmelnycki, ukraiński piłkarz, trener (ur. 1943)
  - W.E.B. Griffin, amerykański pisarz (ur. 1929)
- 2020:
  - Aleksiej Botian, białoruski funkcjonariusz służb specjalnych (ur. 1917)
  - Charles McDonnell, amerykański duchowny katolicki, biskup pomocniczy Newark (ur. 1928)
  - Rajendra Kumar Pachauri, indyjski inżynier kolejnictwa, przedsiębiorca, przewodniczący IPCC (ur. 1940)
  - Antoni Sypek, polski historyk, regionalista (ur. 1946)
- 2021:
  - Inger Bjørnbakken, norweska narciarka alpejska (ur. 1933)
  - Franz Jalics, węgierski duchowny katolicki, jezuita, autor literatury katolickiej (ur. 1927)
  - Bolesław Kwiatkowski, polski koszykarz, trener (ur. 1942)
  - Marek Maldis, polski dziennikarz, reżyser filmów dokumentalnych (ur. 1949)
  - Olle Nygren, szwedzki żużlowiec (ur. 1929)
  - Andon Qesari, albański aktor (ur. 1942)
  - Grzegorz Waliński, polski historyk, afrykanista, tłumacz, dyplomata (ur. 1963)
  - Jurij Własow, rosyjski sztangista (ur. 1935)
  - Witold Wołodkiewicz, polski prawnik, wykładowca akademicki (ur. 1929)
- 2022:
  - Berit Berthelsen, norweska lekkoatletka, sprinterka i skoczkini w dal (ur. 1944)
  - Helga Köpstein, niemiecka historyk, bizantynolog, wykładowczyni akademicka (ur. 1926)
  - Wiesława Maciejak, polska pisarka (ur. 1942)
  - Hałyna Sewruk, ukraińska rzeźbiarka (ur. 1929)
- 2023:
  - Guido Basso, kanadyjski trębacz jazzowy, kompozytor (ur. 1937)
  - José María Gil-Robles, hiszpański prawnik, polityk, eurodeputowany, przewodniczący Parlamentu Europejskiego (ur. 1935)
  - Milan Hamada, słowacki krytyk i teoretyk literatury (ur. 1933)
  - Reiji Matsumoto, japoński twórca mang i seriali anime (ur. 1938)
  - Kéné Ndoye, senegalska lekkoatletka, skoczkini w dal i trójskoczkini (ur. 1978)
  - Wiktor Rzeczycki, polski lekarz, biochemik, wykładowca akademicki (ur. 1929)
  - István Varga, węgierski judoka (ur. 1960)
  - Oliver Wood, brytyjski operator filmowy (ur. 1942)
- 2024:
  - Cees Koch, holenderski kajakarz (ur. 1925)
  - Robert Varnajo, francuski kolarz torowy i szosowy (ur. 1929)
  - Walerij Wostrotin, rosyjski generał pułkownik wojsk powietrznodesantowych, polityk (ur. 1952)
- 2025:
  - Artur Bata, polski historyk, archeolog, dziennikarz (ur. 1940)
  - Janusz Tarantowicz, polski architekt, urbanista, twórca reklamowych neonów (ur. 1936)
  - Jim Guy Tucker, amerykański polityk, gubernator Arkansas (ur. 1943)